# Cody Fern
Cody Fern (Southern Cross, 6 luglio 1988) è un attore australiano.

## Biografia
Cody Fern nasce nel 1988 a Southern Cross, in Australia. Conseguito il diploma alla Merredin Senior High School, nel 2009 si laurea con lode in Economia e Commercio alla Curtin University of Technology di Perth.
Dopo alcune esperienze cinematografiche, tra il 2011 e il 2014 è stato impegnato in recitazioni teatrali, tra cui Romeo e Giulietta e l'acclamato War Horse.
Nel 2018 viene scelto da Ryan Murphy per interpretare il ruolo di David Madson nella serie tv American Crime Story: L'assassinio di Gianni Versace ed in seguito di Michael Langdon in American Horror Story: Apocalypse e nel 2019 per interpretare Xavier Plympton in American Horror Story: 1984.

## Filmografia

### Attore

#### Cinema
- Hole in the Ground, regia di Kenta McGrath - cortometraggio (2008)
- Still Take You Home, regia di Luke Kimble Williams - cortometraggio (2010)
- Drawn Home, regia di Aidan Edwards - cortometraggio (2010)
- The Last Time I Saw Richard, regia di Nicholas Verso - cortometraggio (2013)
- Boys On Film 11: We Are Animals, di vari registi (2014)
- The Tribes of Palos Verdes, regia di Emmett Malloy e Brendan Malloy (2017)
- Pisces, regia di Cody Fern - cortometraggio (2017)
- La grande noirceur, regia di Maxime Giroux (2018)
- Father Stu, regia di Rosalind Ross (2022)

### Televisione
- American Crime Story: L'assassinio di Gianni Versace – serie TV, 4 episodi (2018)
- American Horror Story – serie TV, 20 episodi (2018-2021)
- House of Cards - Gli intrighi del potere (House of Cards) – serie TV, 6 episodi (2018)
- Eden – serie TV, 7 episodi (2021)
- American Horror Stories – serie TV, episodi 1x06 e 2x04 (2021-2022)
- Fondazione (Foundation) – serie TV (2025)

### Regista
- Pisces - cortometraggio (2017)

### Sceneggiatore
- Pisces, regia di Cody Fern - cortometraggio (2017)

### Doppiatore
- Star Wars Jedi: Survivor – videogioco (2023)

## Riconoscimenti
- 2018 – Gold Derby Awards
  - Movie/Limited Series Supporting Actor per American Crime Story: L'assassinio di Gianni Versace
  - Nomination Ensemble of the Year per American Crime Story: L'assassinio di Gianni Versace (con Joanna Adler, Annaleigh Ashford, Jon Jon Briones, Darren Criss, Penélope Cruz, Mike Farrell, Jay R. Ferguson, Max Greenfield, Judith Light, Ricky Martin, Dascha Polanco, Edgar Ramírez e Finn Wittrock)

- 2018 – International Online Cinema Awards
  - Best Supporting Actor in a Limited Series or TV Movie per American Crime Story: L'assassinio di Gianni Versace
- 2018 – Online Film & Television Association
  - Nomination Best Supporting Actor in a Motion Picture or Limited Series per American Crime Story: L'assassinio di Gianni Versace

- 2019 – Gold Derby Awards
  - Nomination TV Movie/Mini Supporting Actor of the Decade per American Crime Story: L'assassinio di Gianni Versace

## Doppiatori italiani
Nelle versioni in italiano delle opere in cui ha recitato, Cody Fern è stato doppiato da:
- Alessandro Campaiola in American Crime Story, American Horror Story, American Horror Stories
- Emanuele Ruzza in House of Cards - Gli intrighi del potere
- Federico Campaiola in Father Stu

Come doppiatore è stato sostituito da:
- Emanuele Ruzza in Star Wars Jedi: Survivor